# Magic Fly
Singles de Space
Tango In Space
(1977)
Magic Fly  est une musique électronique du groupe de synthpop Space extrait de l'album du même nom, sorti en 1977. Sorti parallèlement en single, Magic Fly rencontre un énorme succès en Europe. 
Certifié disque d'or en Allemagne et disque d'argent au Royaume-Uni, il se classe à la 4e place des ventes en France en juin 1977 et se vend à plus de 500 000 exemplaires.
Cette musique est à l'origine une demande de l'astrologue Élizabeth Teissier au début de l'année 1977. Connaissant les producteurs de Didier Marouani, elle souhaitait que celui-ci compose un générique pour une émission qu'elle devait faire sur la première chaîne française. L'émission ne s'est finalement pas concrétisée mais Didier Marouani convainc les producteurs de sortir ce single en le réorchestrant avec un rythme spécifique au disco.
Magic Fly a influencé le groupe de musique électronique Daft Punk pour la réalisation de l'album Random Access Memories axé sur le disco sorti en 2013.
Le morceau est utilisé pour le générique d'ouverture du film Le Chinois se déchaîne de Yuen Woo-ping avec Jackie Chan.

## Classements
| Classement (1977)                       | Meilleure place |
| --------------------------------------- | --------------- |
| Allemagne (Media Control AG)            | 1               |
| Autriche (Ö3 Austria Top 40)            | 3               |
| Afrique du Sud (Springbok Charts)       | 1               |
| Belgique (Flandre Ultratop 50 Singles)  | 6               |
| Belgique (Wallonie Ultratop 50 Singles) | 4               |
| France (IFOP)                           | 4               |
| Norvège (VG-lista)                      | 3               |
| Pays-Bas (Single Top 100)               | 23              |
| Pays-Bas (Nederlandse Top 40)           | 20              |
| Royaume-Uni (UK Singles Chart)          | 2               |
| Suède (Sverigetopplistan)               | 9               |
| Suisse (Schweizer Hitparade)            | 1               |